# La otra vida del capitán Contreras
La otra vida del capitán Contreras es una comedia española de 1955 dirigida por Rafael Gil.
Es notable por ser una rara muestra de temprano cine de ciencia ficción en España.

## Sinopsis
Toledo, siglo XVI. El capitán Alonso Contreras es perseguido injustamente por la Inquisición. Cuando están a punto de capturarle un alquimista le da una poción con la que permanecerá dormido en estado de letargo y se despertará en pleno siglo XX, dando lugar a extravagantes situaciones.
La historia y peripecias de uno de los personajes principales de la serie El Ministerio del Tiempo llamado Alonso de Entrerríos (Nacho Fresneda) es muy similar a la del capitán Contreras, con lo que se puede considerar a la película un antecedente de dicha serie.[cita requerida]

## Reparto
- Fernando Fernán Gómez es el Capitán Alonso Contreras.
- Julio F. Alymán es Román.
- Francisco Arenzana es Fiscal.
- María Asquerino es Paca Revilla.
- Mariano Azaña es Jorge Hernández Piñada
- Germán Cobos es Pedro
- Félix de Pomés es el Marqués del Darro.
- Juan Domenech es Moñudo
- Ramón Elías
- Tony Hernández es Luigi.
- Luis Hurtado
- Rufino Inglés
- Manuel Kayser
- José Manuel Martín
- Virginia de Matos
- Sergio Mendizábal
- Antonio Molino Rojo
- Antonio Moreno
- Mónica Pastrana